# Artabazo I
Artabazo foi um sátrapa da Frígia, no Helesponto (atual noroeste da Turquia), sob o Império Aquemênida.
Filho de Fárnaces, foi um dos generais durante a invasão da Grécia empreendida por Xerxes I, e ficou a cargo das forças de reserva, que guardavam a rota de volta para a Ásia. Foi responsável pela supressão de uma revolta na Potideia. A invasão foi mal-sucedida, especialmente depois que o general persa Mardônio, ignorando os conselhos de Artabazo e de outros, decidiu combater o exército grego na batalha de Plateias, onde acabou sendo derrotado (479 a.C.).
Os persas resistiriam enquanto Mardônio resistiu aos ataques dos lacedemônios, mas quando ele caiu, lutando bravamente, os persas debandaram. Parte dos persas refugiu-se em uma cerca, parte foi para Tebas, e parte, de um total de 400.000 (segundo Diodoro Sículo), retirou-se com Artabazo na direção da Fócida, de onde foram para a Macedônia.
Na sequência os gregos conseguiram navegar à Jônia, onde destruíram as forças ali estacionadas sob o comando de Tigranes, na batalha de Mícale, naquele mesmo ano. Artabazo, no entanto, conseguiu liderar um contingente remanescente do exército persa para fora da Grécia, e voltou para a Ásia Menor.
Como recompensa, Artabazo tornou-se sátrapa da Frígia Helespontina.
Artabazo também se envolveu na corrupção de Pausânias, o comandante das forças espartanas em Plateia; ele negociou com Pausânias para que este se casasse com uma filha de Xerxes I  e forneceu dinheiro para que Pausânias corrompesse outros gregos.
O cargo de sátrapa da Frígia Helespontina foi herdado por seus descendentes, e acredita-se que possa ter sido sucedido por seu filho Farnabazo, do qual pouco se sabe, ou por seu neto, Fárnaces, de quem se sabe que foi sátrapa durante o início da Guerra do Peloponeso. Fárnaces foi, por sua vez, sucedido por seu filho, outro Farnabazo, conhecido por sua rivalidade com Tissafernes, e pelas guerras contra os espartanos.